# 뉴욕의 헤라클레스
《뉴욕의 헤라클레스》(Hercules In New York)는 미국에서 제작된 아서 알랜 세이들먼 감독의 1970년 영화이다. 아놀드 스탱 등이 주연으로 출연하였다.

## 출연

### 주연
- 아놀드 스탱
- 아놀드 슈왈제네거

### 조연
- 타이나 엘그
- 제임스 카렌
- 데보라 루미스
- 조지 바트니에프
- 머윈 골드스미스
- 댄 해밀턴
- 마이클 립턴